# نيفيل بيج
نيفيل بيج (بالإنجليزية: Neville Page)‏ هو فنان ماكياج بريطاني، ولد في 1964 في إنجلترا في المملكة المتحدة.

## وصلات خارجية
- الموقع الرسمي
- نيفيل بيج على موقع IMDb (الإنجليزية)
- نيفيل بيج على موقع أول موفي (الإنجليزية)
- نيفيل بيج على موقع قاعدة بيانات الفيلم (الإنجليزية)